# علی‌اکبر محمدوف
علی‌اکبر محمدوف (ترکی آذربایجانی: Ələkbər Məmmədov; ۹ مهٔ ۱۹۳۰ – ۲۸ ژوئیهٔ ۲۰۱۴) بازیکن فوتبال اهل اتحاد جماهیر شوروی سوسیالیستی بود.
وی همچنین برندهٔ جوایزی همچون نشان برجسته افتخار شده‌است.
از باشگاه‌هایی که در آن بازی کرده‌است می‌توان به باشگاه فوتبال نفتچی باکو و باشگاه فوتبال دینامو مسکو اشاره کرد.
وی همچنین در تیم ملی فوتبال شوروی بازی کرده‌است.